# Amélie de Montchalin
Amélie de Montchalin, född 19 juni 1985 i Lyon, är en fransk politiker. I parlamentsvalet i Frankrike 2017 valdes hon till ledamot av Frankrikes nationalförsamling för departementet Essonne, där hon besegrade motståndaren Francoise Couasse, Union des démocrates et indépendants, med 60%. Hon blev ledamot av finansutskottet i Frankrikes nationalförsamling, där hon koordinerade ledamöterna (som "whip", ungefär motsvarande gruppledare) i sitt parti La République En Marche! (LREM). Hon var nationalförsamlingens första kvinnliga "whip". Mellan 2018 och 2019 var hon vice-president i LREM:s parlamentariska grupp. 31 mars 2019 efterträdde hon Nathalie Loiseau som statssekreterare med ansvar för Europafrågor, under regeringen Philippe II. I Regeringen Castex utsågs hon till civilminister.
De Montchalin har en bakgrund inom den politiska högern. Hon kampanjade för Nicolas Sarkozy i presidentvalet i Frankrike 2007, och stöttade inledningsvis Alain Juppé i presidentvalet i Frankrike 2017. I den franska pressen har hon beskrivits som liberal.